# Regulatieve cyclus
De regulatieve cyclus is een veel voorkomende, praktijkgerichte, door Van Strien ontwikkelde onderzoeksmethode. Het woord "regulatief" houdt in dat de cyclus gericht is op beslissingen. Dit in tegenstelling tot de empirische cyclus, die erop gericht is wetenschappelijke kennis te produceren.
De regulatieve cyclus is toepasbaar bij bedrijfskundige en sociaal-wetenschappelijke problemen.

## Verschillen met de empirische cyclus
- Het onderzoek is gericht op het nemen van beslissingen
- Het onderzoek is niet generaliserend, maar specifiek voor één situatie
- De onderzoeker is participant in het onderzoek, door de interventies die hij uitvoert

## Fasen van de regulatieve cyclus

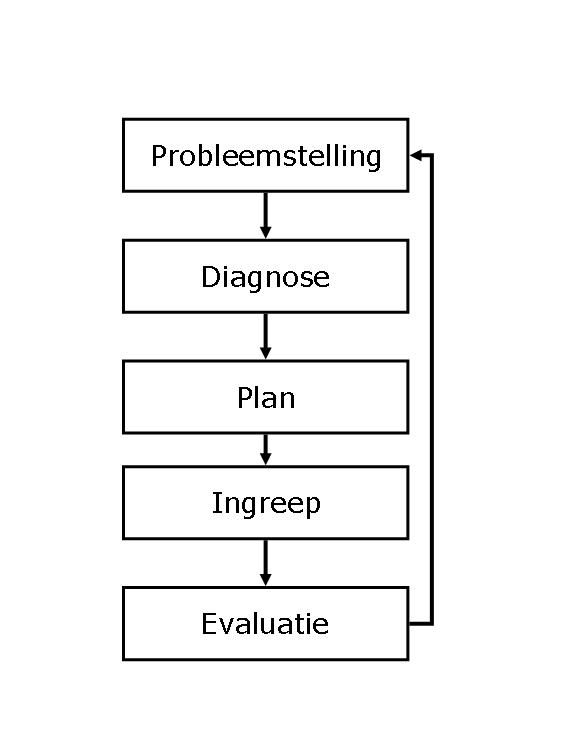
Regulatieve cyclus

Vanuit een ‘probleem’, gaat de regulatieve cyclus door verschillende fasen:
- Probleemstelling
- Diagnose
- Plan (ontwerp)
- Ingreep (implementatie)
- Evaluatie

### Probleemstelling
Eén of meerdere problemen van personen of organisaties vormen de basis van het onderzoek. Vanuit deze situatie moet toegewerkt worden naar een probleemstelling waar alle belanghebbenden achter staan. Dit kan een langdurig proces zijn, met de nodige meningsverschillen en onderhandeling. Blijft er een conflict onder de belanghebbenden bestaan over de probleemstelling, dan is de regulatieve cyclus niet geschikt. Er zal een andere methode gebruikt moeten worden om het probleem op te lossen. Is er wel een geschikte probleemstelling tot stand gekomen, dan kan de volgende fase ingegaan worden.

### Diagnose
Dit is de fase waar de probleemsituatie volledig wordt onderzocht en geprobeerd wordt de oorzaken boven water te krijgen. Kenmerkend voor de diagnose, is dat er een analyse van de uitgangssituatie wordt gemaakt. Dit is dus de bestaande toestand, zonder de toekomstige ingreep. Na de diagnose zouden alle oorzaken van het probleem duidelijk moeten zijn. Er kan dan een geschikt ontwerp gemaakt worden om dit probleem op te lossen.

### Plan (of ontwerp)
In deze fase wordt een plan gevormd waarin het doel en de middelen staan, om zo tot een verbeterde situatie te komen. In veel gevallen zal dit plan een (her)ontwerp zijn. Op basis van dit plan zal besloten worden of het daadwerkelijk ten uitvoer gebracht zal worden.

### Interventie (of implementatie)
Mocht het plan daadwerkelijk tot uitvoer gebracht worden, dan is er sprake van interventie. Kenmerkend voor deze fase is, dat er verschillende metingen zijn, waarmee de gang van zaken in de gaten wordt gehouden. Vaak wordt er gebruikgemaakt van een specifiek plan voor het daadwerkelijk uitvoeren van het ontwerp.

### Evaluatie
Tot slot is er de evaluatiefase, waar gekeken wordt of het initiële probleem is opgelost door de interventie. Daarbij wordt gekeken of het probleem effectief is aangepakt, ofwel of er voor een juiste oplossing is gekozen. Daarnaast wordt ook gekeken naar de doelmatigheid van de oplossing: of deze niet te veel geld heeft gekost.